# Лебяжье (Волгоградская область)
Лебя́жье — село в Камышинском районе Волгоградской области, административный центр Лебяженского сельского поселения.
Население — 1695 (2010).

## География

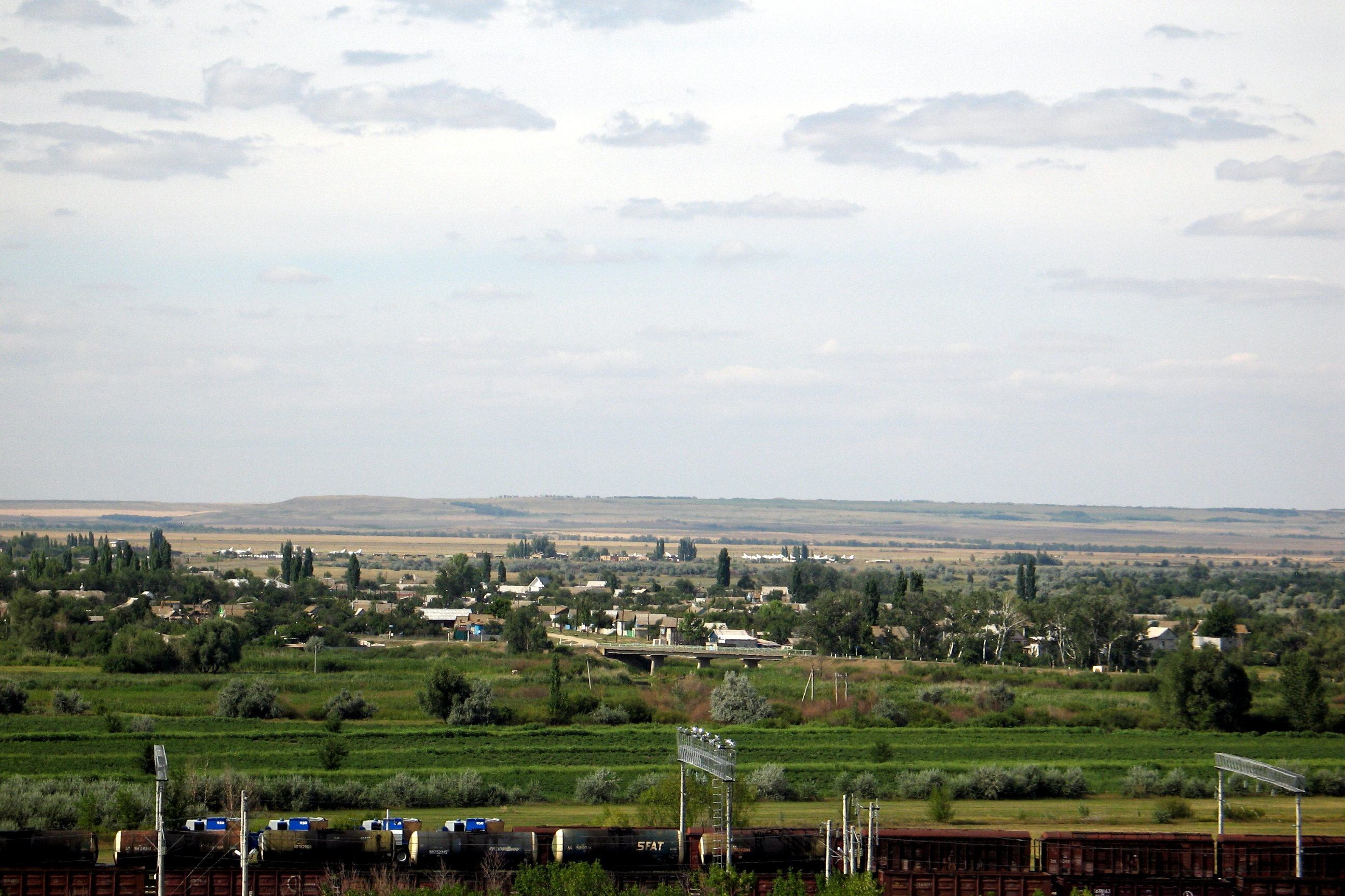
Панорама села

Село расположено в степной местности, в пределах Приволжской возвышенности, являющейся частью Восточно-Европейской равнины, между озером Лебяжинским и рекой Иловлей, на высоте около 100 метров над уровнем моря. Село находится на левом, низком берегу Иловли. Почвы пойменные засолённые, выше поймы Иловли — тёмно-каштановые.
Автомобильными дорогами Лебяжье связано с городом Петров Вал (6 км до центра города). По автомобильным дорогам расстояние до районного центра города Камышин — 26 км, до областного центра города Волгоград — 190 км.
Климат
Климат умеренный континентальный (согласно классификации климатов Кёппена — Dfa). Многолетняя норма осадков — 401 мм. Наибольшее количество осадков выпадает в июле — 48 мм, наименьшее в марте — 22 мм. Среднегодовая температура положительная и составляет + 6,9 °С, средняя температура самого холодного месяца января −9,6 °С, самого жаркого месяца июля +22,9 °С.
Часовой пояс
Лебяжье, как и вся Волгоградская область, находится в часовой зоне МСК (московское время). Смещение применяемого времени относительно UTC составляет +3:00.

## История
Основано у одноимённого озера как казачий хутор Лебяжий в 1712 году. В XIX веке на западном берегу Лебяжьего озера существовало село Ново-Лебяжье (хутор Новый Лебяжий).
С 1874 года — станица Александро—Невская. Относилась к Астраханскому казачьему войску. В 1894 году открыта церковь. При церкви имелись мужская и женская школы. В 1906 году открывается пятилетняя школа.
В годы Гражданской войны станица являлось ареной ожесточённых боёв. В 1919 году станица Александро — Невская 9 раз переходила из рук в руки.
С 1928 года в составе Лебяженского сельсовета Камышинского района Камышинского округа (округ ликвидирован в 1934 году) Нижневолжского края (с 1935 года — Сталинградского края, с 1936 года — Сталинградской области, с 1961 года — Волгоградской области). В 1929 году местная школа становится семилетней. В 1970 году открыто новое здание школы.

## Население
Динамика численности населения
| 1890 | 1897 | 1987   | 2002 |
| ---- | ---- | ------ | ---- |
| 668  | 732  | ≈ 1600 | 2300 |

| 2010 |
| ---- |
| 1695 |